# Bautista Ezcurra
Pas d'image ? Cliquez ici

a Compétitions nationales et continentales officielles uniquement.

b Matchs officiels uniquement.
Dernière mise à jour le 3 juillet 2025.
Bautista Ezcurra, né le 21 avril 1995 à Buenos Aires (Argentine), est un joueur de rugby à XV et rugby à sept, international argentin évoluant principalement au poste de centre. Il joue pour le FC Grenoble depuis 2021.
Il est le frère cadet du demi de mêlée international Felipe Ezcurra.

## Biographie

### Début de carrière et sélections jeunes (-2015)
Bautista Ezcurra est né à Buenos Aires, et débute le rugby avec le club local de Hindú dans le sillage de son frère aîné Felipe,. Il joue d'abord avec les catégories jeunes du club portègne, avant de faire ses débuts avec l'équipe senior dans le Tournoi de l'URBA en 2013,. Il remporte son premier titre en 2014, lorsque son équipe gagne le Tournoi de l'URBA,.
À côté de sa carrière en club, il est retenu avec l'équipe d'Argentine des moins de 20 ans pour disputer les championnats du monde junior 2014 et 2015,. Il est le capitaine de sa sélection lors de la seconde édition.
En mai 2015, il joue également son premier match avec l'Argentine XV (équipe nationale réserve d'Argentine) à l'occasion d'un match contre les USA Selects (équipe réserve américaine).

### Carrière à sept (2015-2016)
En novembre 2015, Ezcurra est sélectionné pour la première fois avec l'équipe d'Argentine de rugby à sept, pour disputer un tournoi de préparation à Rosario. Il est ensuite retenu dans l'effectif argentin sélectionné pour disputer la saison 2015-2016 des World Rugby Sevens Series, et fait ses débuts à l'occasion du tournoi de Dubaï,. Une semaine après ses premières sélections, il se fait remarquer lors du tournoi d'Afrique du Sud à l'occasion du quart de finale contre la Nouvelle-Zélande, où il marque une pénalité décisive lors du temps additionnel, permettant ainsi la première victoire de son équipe face aux Néo-Zélandais depuis 2006,,. Grâce à ses performances, il s'impose rapidement comme un cadre de la sélection, et dispute la totalité des tournois de la saison (57 matchs) et inscrit 107 points (dont 10 essais),. Au terme de la saison, il est nommé dans la catégorie du meilleur espoir à sept de l'année, mais c'est finalement l'Australien Henry Hutchison qui est élu,.
En août 2016, il dispute également les Jeux olympiques de Rio,. Lors de cette compétition, l'Argentine perd son quart de finale sur le score de 5 à 0 en mort subite. L'Argentine termine finalement cette compétition à la sixième place.
Parallèlement à sa carrière à sept, Ezcurra continue de jouer à XV avec son club de Hindú, avec qui il remporte le Tournoi de l'URBA en 2015, et le Nacional de Clubes en 2015 et 2016,. En février 2016, il joue également deux rencontres avec l'Argentine XV dans le cadre de l'Americas Rugby Championship,.

### Retour à XV avec les Jaguares (2017-2019)
Après les Jeux olympiques, Ezcurra décide se focaliser à nouveau sur le rugby à XV, et il est recruté par la franchise argentine des Jaguares à l'orée de la saison 2017 de Super Rugby,. Il retrouve ainsi son frère Felipe, présent dans l'effectif depuis l'année précédente. Il joue son premier match en tant que remplaçant le 18 mars 2017 contre les Cheetahs,. Il enchaîne ensuite avec six titularisations au poste d'ailier, avant de retrouver son poste de prédilection de premier centre lors des deux dernières rencontres de la saison. Il marque son premier essai en Super Rugby le 29 avril 2017 contre les Sharks.
Après sa bonne première saison avec les Jaguares, il est sélectionné pour la première fois en équipe d'Argentine pour disputer le Rugby Championship 2017, puis la tournée d'automne en Europe,. Il ne joue toutefois aucun match.
La saison suivante, il connaît une forte concurrence, et voit son temps de jeu baisser avec dix rencontres disputées, dont cinq titularisations (toutes au centre). Il inscrit deux essais lors de la saison, dont un sur exploit individuel lors de la victoire contre les Lions,. Il prolonge ensuite son contrat avec la fédération argentine et les Jaguares jusqu'en 2021.
Tout en jouant avec les Jaguares, il continue de représenter son club d'origine de Hindú jusqu'en 2018, et remporte de nouveaux titres en Tournoi de l'URBA (2017) et en Nacional de Clubes (2017, 2018),.
En juin 2018, il fait son retour en sélection nationale dans le cadre d'une série de test-matchs. Il connaît sa première sélection lors du dernier match de la série, lorsqu'il est titularisé au centre contre l'Écosse le 23 juin 2018 à Resistencia. Il enchaîne ensuite avec le Rugby Championship 2018, où il joue quatre rencontres, dont trois titularisations,. Il est également retenu dans le groupe des Pumas pour la tournée en Europe qui suit, mais ne dispute aucun match.
En 2019, il voit de nouveau son temps de jeu avec les Jaguares diminuer, ne jouant que cinq rencontres, dont deux titularisations. Ainsi, il ne participe pas aux phases finales historique, qui voient son équipe parvenir jusqu'en finale, où ils s'inclinent face aux Crusaders.
Avec les Pumas, il est présent dans le groupe provisoire retenu pour préparer la Coupe du monde 2019 se déroulant au Japon,. Il ne dispute toutefois aucun match du Rugby Championship, ni aucun de préparation, mais joue quelques matchs avec l'Argentine XV dans le cadre de la Coupe des nations. Finalement, il n'est donc pas sélectionné dans le groupe final retenu par Mario Ledesma pour la Coupe du monde.
Plus tard en 2019, il dispute la Currie Cup First Division avec les Jaguares XV (réserve des Jaguares), et remporte la compétition,. Ezcurra dispute sept matchs lors de la compétition, et inscrit un essai.
En novembre 2019, il est sélectionné avec les Barbarians pour disputer un match contre le Brésil, et marque un essai à cette occasion,.

### Tentative de retour à sept et expériences à l'étranger (depuis 2020)
En 2020, Ezcurra n'est pas conservé par Gonzalo Quesada dans l'effectif des Jaguares pour la saison de Super Rugby à venir. Il décide alors de faire son retour avec la sélection argentine à sept, avec pour objectif la saison 2019-2020 des Sevens Series et Jeux olympiques de Tokyo. Il manque d'abord le début de saison en raison de sa réathlétisation, puis la saison est interrompue à cause de la pandémie de Covid-19 avant qu'il n'ai le temps de participer à un tournoi,.
Au mois de février, il est mis à l'essai pendant deux semaines par le club anglais des Harlequins, mais n'obtient finalement pas de contrat,. Sans compétition, il fait alors son retour avec le Hindú Club, avec qui il termine la saison,.
En juin 2020, il est annoncé qu'il rejoint la franchise américaine de Rugby ATL, basée à Atlanta, pour la saison 2021 de Major League Rugby,. Il joue son premier match officiel avec sa nouvelle équipe le 20 mars 2021 contre les Arrows de Toronto. Au terme de la saison, il est finaliste de la compétition, après une défaite en finale face aux Giltinis de Los Angeles.
En avril 2021, le club français du FC Grenoble, évoluant en Pro D2, annonce sa venue la saison suivante, pour un contrat de deux saisons,.

## Palmarès

### En club
Vainqueur du Tournoi de l'URBA en 2014, 2015 et 2017 avec le Hindú Club.
- Vainqueur du Nacional de Clubes en 2015, 2016, 2017 et 2018 avec le Hindú Club.
- Finaliste du Super Rugby en 2019 avec les Jaguares.
- Vainqueur de la Currie Cup First Division en 2019 les Jaguares XV.
- Finaliste de la Major League Rugby en 2021 avec le Rugby ATL.
- Finaliste du Championnat de France de Pro D2 en 2023 et 2024 avec le FC Grenoble.

### En équipe nationale
- Vainqueur de l'Americas Rugby Championship en 2016 avec Argentine XV.

## Statistiques
Au 6 avril 2021, Bautista Ezcurra compte 5 capes en équipe d'Argentine, dont 3 en tant que titulaire, depuis le 23 juin 2018 contre l'équipe d'Écosse à Resistencia.
Il participe à une édition du Rugby Championship, en 2018. Il dispute quatre rencontres dans cette compétition.